# 8343 Tugendhat
8343 Tugendhat è un asteroide della fascia principale. Scoperto nel 1986, presenta un'orbita caratterizzata da un semiasse maggiore pari a 2,8398203 UA e da un'eccentricità di 0,0680259, inclinata di 1,87297° rispetto all'eclittica.
L'asteroide è dedicato all'omonima villa ceca, iscritta nell'elenco dei Patrimoni dell'umanità dell'UNESCO.